# 私生饭
私生粉（：／），源自韓國的娛樂次文化用語，是指喜歡刺探藝人私生活的粉絲（另稱 Fan、飯），由「私生（사생）活的」縮短語句組成，華語使用地區寫作「私生粉」、「私生飯」或「私追」。
尽管私生粉在很大程度上不被视为粉丝，但是许多来源仍然称他们为“私生粉丝”（即私生饭）。私生粉大多是成年及有經濟能力購買攝影設備的粉絲過度跟拍。Soompi对私生粉的描述是：使用值得怀疑的方法追踪他们的偶像和侵犯他们隐私的极端粉丝。
隨著韓國流行娛樂產業往海外發展，一些用語也廣被取用，包括台灣使用的「私生粉」，而中國大陸寫作「私生飯」外，日本寫作、美國寫作。

## 私生粉行為

### 跟蹤拍攝私人行程
- 未公開宣布的行程
- 未經過經紀公司宣布的行程
- 對粉絲保密的行程，如拍攝MV、內部排練等

### 跟蹤拍攝私人時間及日常生活
- 藝人不在工作狀態時，例如與朋友見面聚餐、沒有攝影機在場與成員閒逛等
- 藝人及藝人家人的住所與附近

### 跟蹤拍攝於非公開場所
- 如飛機、火車等需購票搭乘的交通工具
- 機場管制區內
- 公開場所的員工專用通道
- 下榻旅館內

## 可能被允許拍攝的場合
- 公開表演及室外排練
- 拍攝節目
- 出席公開活動
- 出發或到達目的地時，例如機場公共區域

### 純屬巧合
- 於非預期的情況下遇見藝人，例如旅遊與出差途中見到藝人，對藝人的保密活動並不知情，且未攜帶專業攝錄器材，恰巧見到而用手邊簡易器材快速拍攝。

## 应对
部分經紀公司對待私生粉有以下懲罰機制：
- 公開有關人士之社交平台帳號
- 將其列入黑名單，即時終止其官方粉絲後援會會籍及其原本享有之會員福利
- 禁止其進入公開排練場所及節目拍攝現場，甚至可能禁止其進場觀賞演唱會

## 案例
2020年5月，中國大陸中央网络安全和信息化委员会办公室启动“清朗行动”，其中一个目标就是打击“无底线追星”的行为，包括打击私生粉。
2020年7月16日，时代峰峻发布影片《跟》，公开了私生骚扰時代少年團成员的情况，包括堵塞公司驻地、在洗手间和楼梯间偷听、在未公开行程中拍摄等行为。
2021年4月，香港偶像團體MIRROR於梅窩拍攝真人騷《調教你MIRROR》時引來大批歌迷圍觀，最高峰時達200人，其中約60個私生粉甚至全日及貼身跟蹤節目組拍攝，亦有一部份私生粉租住同一營地，嚴重阻礙節目拍攝及導致部份環節需要取消。